# Kronkelberk

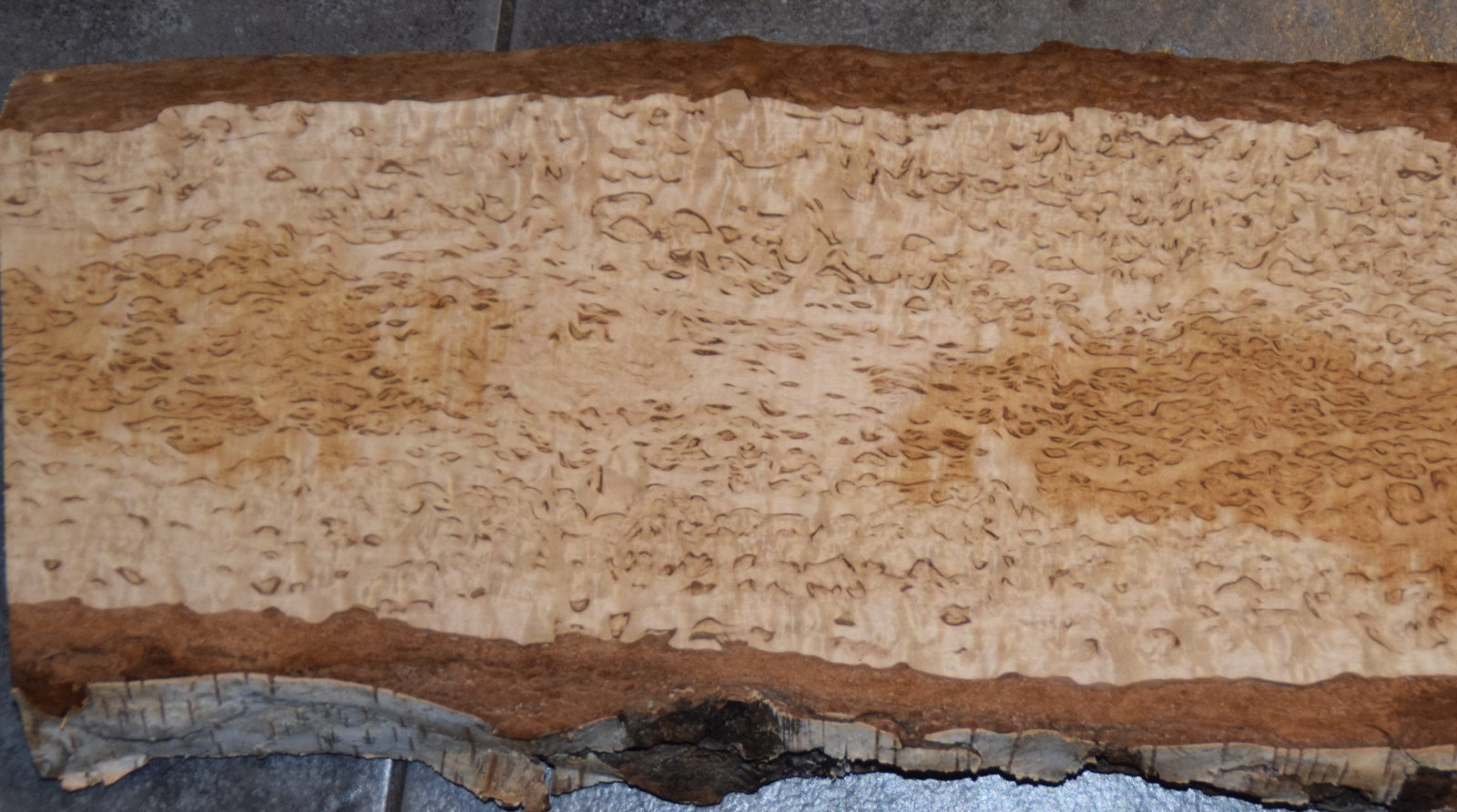
Kronkelberkenhout

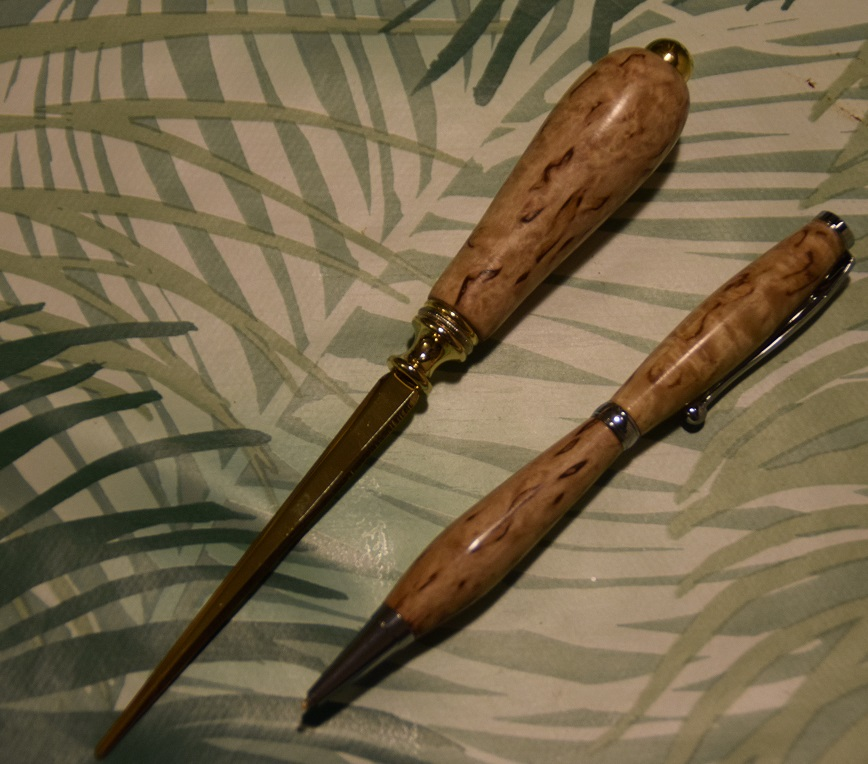
Pen en briefopener gemaakt van kronkelberk

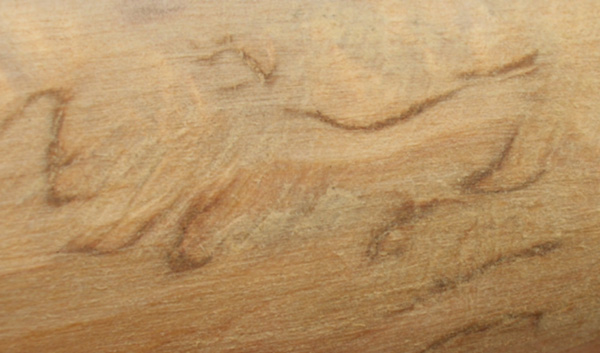
Kronkelberk

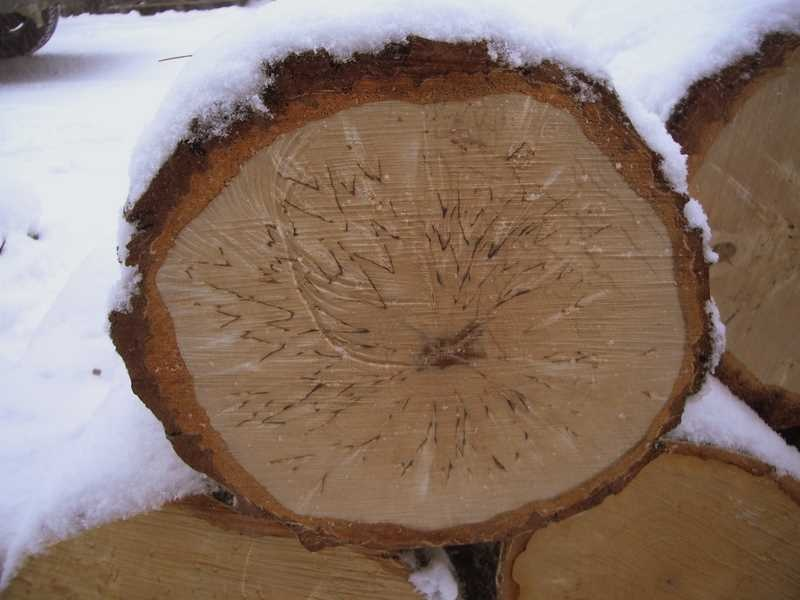
Kopshout van de kronkelberk

De kronkelberk (Betula pendula var. 'Carelica'), ook ‘masurberk’ of 'krulberk' genoemd, is een variant van de ruwe berk die vooral in Zuid-Finland voorkomt. Deze variëteit heeft een genetisch defect waardoor de boom een gekrulde stam- en takgroei heeft. Dit geeft een bijzonder decoratief effect, waardoor het hout van deze boom gewenst (en vrij prijzig) is. Het kronkeleffect wordt doorgegeven in maximaal 70% van alle bomen in de volgende generatie. De kronkelberk kan enkele uitzonderlijke bladvormen vertonen, maar deze kunnen niet ter identificatie worden gebruikt.

## Groeigebied
De kronkelberk komt van nature alleen in Europa voor en alleen in kleine afzonderlijke gebieden. De variant komt oorspronkelijk uit Fins Karelië. Hij komt ook nu het meest voor in Finland en in het Karelische deel van Rusland, tot aan de breedtegraad van Jyväskylä. Wat de andere Noordse landen betreft, komt hij voor in delen van Zuid-Zweden en in de meest zuidoostelijke delen van Noorwegen. Daarnaast is de kronkelberk te vinden in Rusland (Karelië, Ingermanland), in de Baltische landen, in Wit-Rusland en in sommige andere westelijke delen van Rusland.

## Hout
De jaarringen zijn afwijkend, golfvormig en onregelmatig georiënteerd, wat het hout een vurig uiterlijk geeft. Het hout van kronkelberk is dicht en zeer zwaar: de dichtheid van vers gekapt kronkelberkenhout kan oplopen tot 930 kg/m³ en bij 12% vochtgehalte ongeveer 700–730 kg/m³.
Kronkelberkenhout wordt gebruikt voor meubels en in houtdraaien voor allerlei handvatten, kommen en pennen.